# Franz Roblek

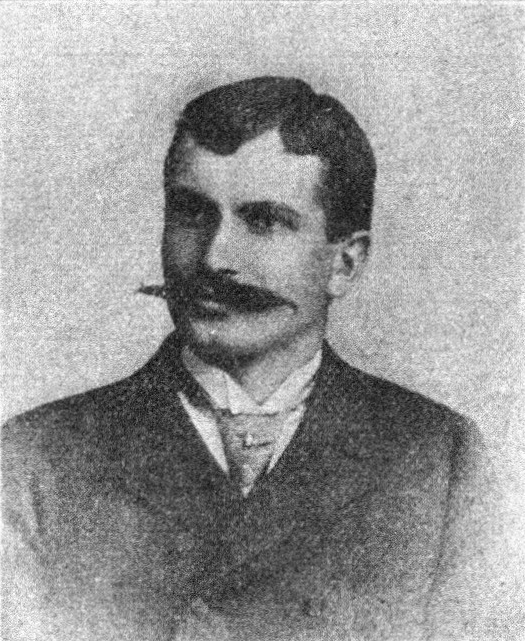
Franz Roblek, vor 1907

Franz Roblek, auch Franc Roblek, (* 28. Juni 1865 in Sachsenfeld, Untersteiermark; † 22. März 1935 in Cilli, Untersteiermark) war Gutsbesitzer und Abgeordneter zum Österreichischen Abgeordnetenhaus.

## Leben
Franz Roblek war Sohn des gleichnamigen Fleischhauers und Realitätenbesitzers Franc Roblek († 1870). Er besuchte eine Volks- und Bürgerschule und danach Realschulen in Cilli und Laibach. Er ging auch auf landwirtschaftliche Schulen. Danach wurde er Gutsbesitzer in Sachsenfeld und 1911 Mitgründer und Obmann des Hopfenbauernvereins in Sachsenfeld. Er starb am 22. März 1935 im Krankenhaus Cilli.
Franz Roblek war 1894 Gemeinderat und von 1916 bis 1921 Bürgermeister von Sachsenfeld.
Er war römisch-katholisch und ab 1897 verheiratet mit Ana Zanier († 1928), mit der er mindestens sechs Töchter und einen Sohn hatte, wobei eine Tochter jung verstorben ist.

## Politische Funktionen
Franz Roblek war vom 17. Juni 1907 bis zum 30. März 1911 Abgeordneter des Abgeordnetenhauses im Reichsrat (XI. Legislaturperiode) und vertrat dort für das Kronland Steiermark die Kurie Steiermark 27 (Landgemeinden Cilli, Franz).

## Klubmitgliedschaften
Franz Roblek war Mitglied im slowenisch-agrarischen Verband der Südslawen (Zveza južnik Slavena).